# Big Creek (Missisipi)
Big Creek – wieś w Stanach Zjednoczonych, w stanie Missisipi, w hrabstwie Calhoun.